# Djibril Diop Mambéty
Djibril Diop Mambéty (ur. 23 stycznia 1945 w Dakarze, zm. 23 lipca 1998 w Paryżu) – senegalski reżyser i scenarzysta filmowy, również aktor teatralny. Pomimo niewielkiego liczebnie dorobku (pięć filmów fabularnych i dwa krótkometrażowe dokumenty), uważany jest za jednego z najwybitniejszych twórców kina afrykańskiego.

## Życiorys
Urodził się na przedmieściach Dakaru w rodzinie muzułmańskiego duchownego z ludu Wolofów. Był starszym bratem muzyka jazzowego Wasisa Diopa i stryjem reżyserki Mati Diop. W młodości Mambéty interesował się teatrem, ukończył w Senegalu studia aktorskie i pracował na scenie Teatru Narodowego im. Daniela Sorano w Dakarze. Po wyrzuceniu z teatru za rzekomy brak dyscypliny, skierował swą uwagę w stronę kina i w 1969 roku jako 24-letni samouk wyreżyserował swój pierwszy film krótkometrażowy.
Jego opus magnum, nagrodzona na MFF w Moskwie Podróż hieny (1973), uchodzi za jedno z najwybitniejszych dzieł kina afrykańskiego. Opowieść o parze młodych Senegalczyków w stylu Bonnie i Clyde'a, szukających różnych sposobów na wydostanie się z kraju i wyjazd do Europy, nie znalazła zrozumienia w ojczystym Senegalu w chwili premiery. Dopiero po latach wpływ filmu okazał się na tyle silny, że zaczął regularnie pojawiać się w licznych rankingach najlepszych filmów kina światowego, np. anglojęzycznego czasopisma "Empire" z 2010 roku czy w rankingu BBC Culture z 2018 roku.
Na kolejną fabułę Mambéty'ego, Hieny (1992), będącą swoistym sequelem poprzedniego dzieła, trzeba było czekać niemal 20 lat. Ta mroczna satyra na postkolonializm, mająca swoją premierę w konkursie głównym na 45. MFF w Cannes, była przeniesioną w warunki afrykańskie adaptacją sztuki Wizyta starszej pani autorstwa Friedricha Dürrenmatta.
Mambéty zmarł w wieku 53 lat w Paryżu, gdzie poddawał się leczeniu swojego nowotworu płuc.